# Sjöblad (heraldik)

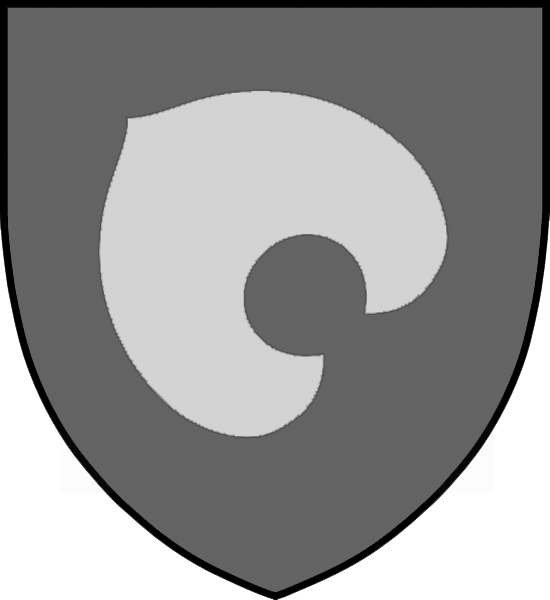
Heraldiskt sjöblad.

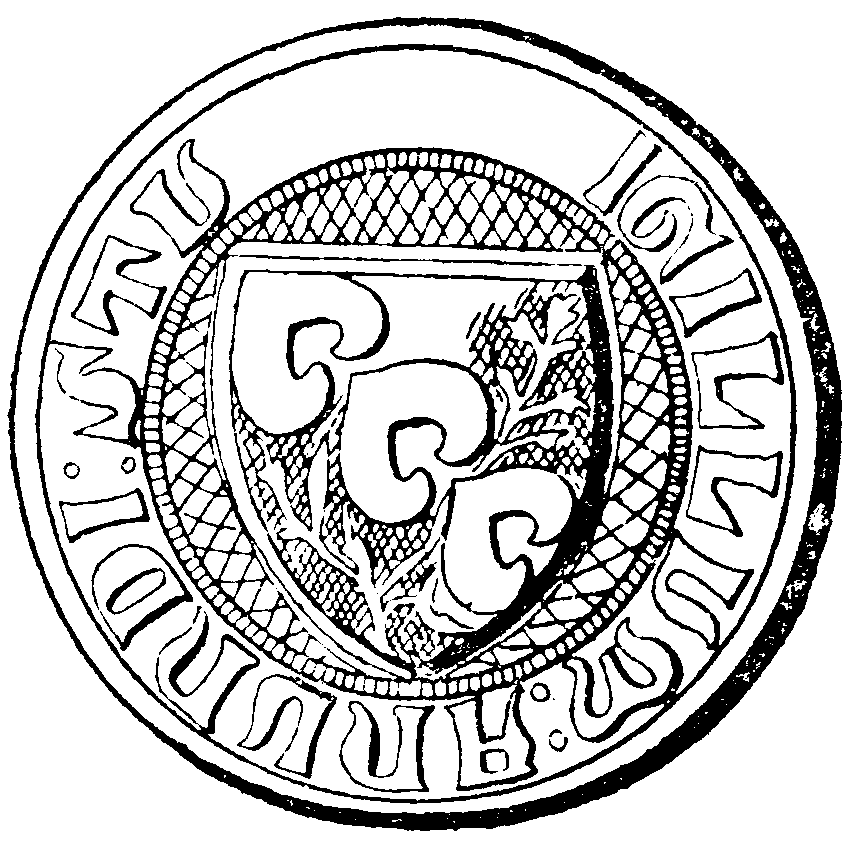
Tre sjöblad i sigillet för riksrådet Anund Sture, 1300-talet.

Sjöblad är en heraldisk bild i form av ett stiliserat näckros- eller sjögullsblad (växter i sjögullsläktet (Nymphoides) kallas søblad på danska), ofta i en form som påminner om hjärtan.  Sjöbladsätterna är en samlande benämning för svenska medeltida ätter som i sitt vapen förde olika former och kombinationer av heraldiska sjöblad. Dessa kunde föra ett, två eller tre sjöblad i vapnet:
Ett sjöblad
- Den svenska adliga ätten Siöblad (vars namn ibland också har skrivits Sjöblad) hade sjöblad och tegelstenar i sitt vapen och fick därav sitt namn.

Två sjöblad
- Frille, yngre ätten Kurck.

Tre sjöblad
- Likvidssönernas ätt, Porse, adliga ätten Ribbing och de andra Ribbingätterna, en av Stureätterna och Vingätten.

Till dessa tillkommer ytterligare några namnlösa släkter. 
Flera av de svenska sjöbladsätterna hade alla sin först kända geografiska hemvist i Halland eller södra delen av Västergötland (Sjuhärad). Flera av dem kan dessutom knytas till greve Jakob Nielsen av norra Halland som levde kring sekelskiftet 1300. En teori är att sjöbladsätterna stod i någon form av vasallförhållande till denne greve som i egenskap av medlem av Skarsholmsätten tillhörde en oäkta men erkänd gren av det danska kungahuset och därför förde en sköld med lejon och sjöblad.[källa behövs]
Sjöblad finns bl.a. också i Danmarks riksvapen, i den nederländska provinsen Fryslâns flagga, i den nederländska provinsen Groningens och den tyska staden Tecklenburgs vapen.

## Trivia
Fotbollsklubben SC Heerenveen har den frisiska flaggan med de sju sjöbladen som utgångspunkt för klubbtröjans design. Sjöblad och flaggan används flitigt som symbol i logotyper och i marknadsföringen för frisiska företag och produkter.